# Vallcebre
Vallcebre è un comune spagnolo di 254 abitanti situato nella comunità autonoma della Catalogna.